# Cantonul Beaune-Sud
Cantonul Beaune-Sud este un canton din arondismentul Beaune, departamentul Côte-d'Or, regiunea Burgundia, Franța.

## Comune
| Comune                  | Populație (1999) | Cod poștal | Cod INSEE |
| ----------------------- | ---------------- | ---------- | --------- |
| Beaune (1)              | 11 534           | 21200      | 21054     |
| Bligny-lès-Beaune       | 1 182            | 21200      | 21086     |
| Chevigny-en-Valière     | 248              | 21200      | 21170     |
| Chorey-les-Beaune       | 468              | 21200      | 21173     |
| Combertault             | 447              | 21200      | 21185     |
| Corcelles-les-Arts      | 475              | 21190      | 21190     |
| Ébaty                   | 208              | 21190      | 21236     |
| Ladoix-Serrigny         | 1 709            | 21550      | 21606     |
| Levernois               | 257              | 21200      | 21347     |
| Marigny-lès-Reullée     | 187              | 21200      | 21387     |
| Merceuil                | 660              | 21190      | 21405     |
| Meursanges              | 445              | 21200      | 21411     |
| Montagny-lès-Beaune     | 660              | 21200      | 21423     |
| Ruffey-lès-Beaune       | 677              | 21200      | 21534     |
| Sainte-Marie-la-Blanche | 766              | 21200      | 21558     |
| Tailly                  | 195              | 21190      | 21616     |
| Vignoles                | 735              | 21200      | 21684     |